# Adrienne Shelly
Adrienne Shelly, vlastním jménem Adrienne Levine, (24. června 1966 – 1. listopadu 2006) byla americká herečka, režisérka a scenáristka.
Narodila se do původem židovské rodiny v Queensu, vyrůstala na Long Islandu a herectví se věnovala již od dětství. Krátce studovala film na Bostonské univerzitě, ale školu brzy opustila a usadila se na Manhattanu. Filmovou kariéru zahájila ve snímcích režiséra Hala Hartleyho, The Unbelievable Truth (1989) a Trust (1990). Později hrála v řadě dalších filmů, včetně Faktóta (2005) podle díla Charlese Bukowského. Kromě filmových rolí také hostovala v několika televizních seriálech, po jedné epizodě v Zločin v ulicích (1994), Oz (1998) a Zákon a pořádek (2000). V roce 1994 napsala a režírovala krátký film Urban Legend, následně pak i tři celovečerní filmy: Sudden Manhattan (1996), I'll Take You There (1999) a Waitress (2007). Je autorkou scénáře k filmu Serious Moonlight (2009).
Spolu se svým manželem Andym Ostroyem měla dceru Sophie. V roce 2006 byla ve svém bytě na Manhattanu zavražděna. Police případ původně uzavřela jako sebevraždu, po manželově naléhání však výsledek přezkoumala a našla otisky cizích bot. K vraždě se následně přiznal devatenáctiletý dělník Diego Pillco, který v té době pracoval na rekonstrukci bytu v patře pod jejím bytem; Adrienne Shelly si stěžovala na hluk a dostali se do hádky, která skončila vraždou. V roce 2021 byl uveden celovečerní dokumentární film Adrienne v režii Andyho Ostroye. Ten ve filmu mj. sám vede rozhovor s jejím vrahem.